# Ragnhild Kaata

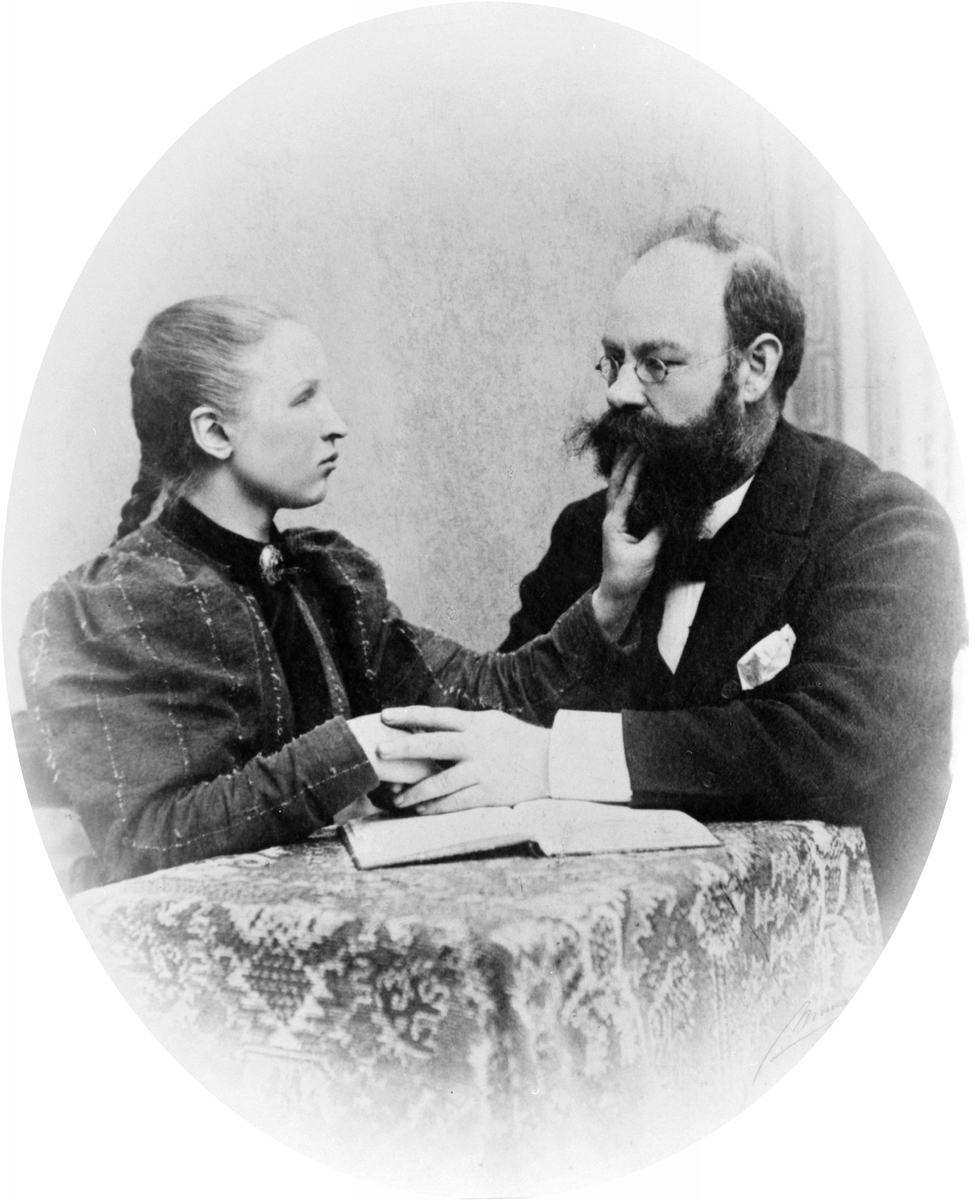
Ragnhild Kåta mit ihrem Lehrer Elias Hofgaard

Ragnhild Tollefsdatter Kaata, auch Kåta (* 23. Juni 1873:103 auf dem Hof Kaata-Eiet, Vestre Slidre, Valdres; † 12. Februar 1947 in Hamar), war eine Norwegerin, die als eine der ersten seit früher Kindheit taubblinden Personen ein annähernd normales Leben führen und mit hörenden und sehenden Menschen kommunizieren konnte.

## Erkrankung
Ragnhild Kaata kam als gesundes Kind zur Welt. Sie war die älteste von acht Geschwistern. Im Alter von drei Jahren erkrankte sie schwer an Scharlach und verlor durch die Krankheit Seh-, Geschmacks- und Hörvermögen. Bald darauf vergaß sie auch die gesprochene Sprache.
1887 machte der Schriftsteller und Lehrer Hallvard Bergh Ragnhilds Bekanntschaft. Ihre Geschichte beeindruckte ihn so sehr, dass er in der Osloer Zeitung Verdens Gang über Ragnhild schrieb. Ragnhild wurde bekannt und in Norwegen und Amerika wurde Geld für ihre Erziehung gesammelt. Auf diese Weise kamen 7000 Kronen zusammen.

## Schulbesuch
Weitere Unterstützung fand Ragnhild bei dem Zeitungsreporter Lars Havstad, der – selbst taub – die Einführung der Schulpflicht für Gehörlose forderte.
1888 kam Ragnhild Kaata in die Gehörlosenschule in Hamar.
Bis dahin hatten Gehörlose mit dem Fingeralphabet kommuniziert; im Hamar-Institut lernten sie auch den Gebrauch der Lautsprache. Der Schulleiter Elias Hofgaard beschloss, diese Methode auch bei Ragnhild anzuwenden. Sie lernte, die gesprochene Sprache anderer Menschen zu verstehen, indem sie ihre Lippen und Kehlen berührte und die Lippenbewegungen und die Vibration der Stimmbänder fühlte. Auf diese Weise gewann sie selbst die gesprochene Sprache zurück.

## Auswirkungen
Ragnhild Kaatas Lehrer hatten Kontakt zu denen Helen Kellers und Ragnhilds Sprechvermögen inspirierte 1890 die zehnjährige Helen, ebenfalls „mit dem Mund“ sprechen zu lernen – jedoch ohne großen Erfolg, da sie schon deutlich früher die Sprache verloren hatte und im Unterricht gravierende Fehler gemacht wurden.
Nach der Konfirmation kehrte Ragnhild nach Hause zurück; ihre letzten Lebensjahre verbrachte sie jedoch im Hamar-Institut, wo sie 1947 starb.